# Lederfabrik Herrmann & Ettlinger
Die Lederfabrik Herrmann & Ettlinger wurde 1882 gegründet und befand sich in Durlach, einem heutigen Stadtteil von Karlsruhe. Sie wurde in der Zeit des Nationalsozialismus 1938 unter Zwang „arisiert“, wie es damals bezeichnet wurde. 

## Geschichte

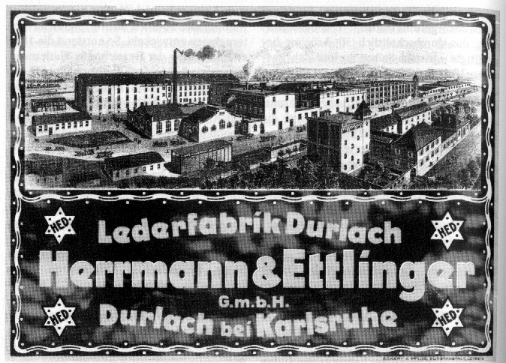
Anzeige der Lederfabrik Herrmann & Ettlinger

1882 gründeten die jüdischen Unternehmer Heinrich Herrmann und Theodor Ettlinger die Glacélederfabrik Herrmann & Ettlinger in der Durlacher Pfinzstraße. Die Glacéhandschuhe wurden nach Österreich, England und Nordamerika exportiert. Die Belegschaft wuchs von 30 Mitarbeitern auf 130 im Jahr 1905. Es wurden vor allem Lammfelle aus Russland, vom Balkan, aus Italien und Spanien zu weißem Handschuhleder verarbeitet. Für die Lederverarbeitung war viel Wasser notwendig, deshalb wurde der Produktionsstandort in der Nähe der Pfinz gewählt.  
Anfang des 20. Jahrhunderts übernahmen die Söhne der Firmengründer, Friedrich und Max Ettlinger sowie Ludwig Herrmann, die Geschäftsführung und die Firma wurde in Lederfabrik Durlach Herrmann & Ettlinger GmbH umbenannt. Während des Ersten Weltkriegs wurde die Produktion auf Heereslieferungen umgestellt, man fertigte imprägniertes Leder für Gasmasken.  Nach dem Krieg wurde Mochaleder hergestellt, das für die Verarbeitung zu Handschuhen sowie Brieftaschen und Aktenmappen verwendet wurde. 
In der Weltwirtschaftskrise 1929 musste der inzwischen alleinige Geschäftsführer Friedrich Ettlinger viele Arbeiter entlassen. Danach führte die Entwicklung von Spezialledersorten mit den Namen Mochetto, Caletto und Etto sowie technische Erneuerungen zu Beginn der 1930er Jahre zu neuem Erfolg und 1934 waren wieder 130 Personen beschäftigt.  Bereits 1934 starb der auch als Mitbegründer der Karlsruher Gartenstadt bekannte Friedrich Ettlinger. 1938 wurde die Familie gezwungen den Betrieb zu verkaufen und er wurde als Zweigniederlassung der Lederfabrik Carl Loesch in Endingen weitergeführt. Der Familie von Friedrich Ettlinger gelang die Emigration in die USA.